# Björnen 1

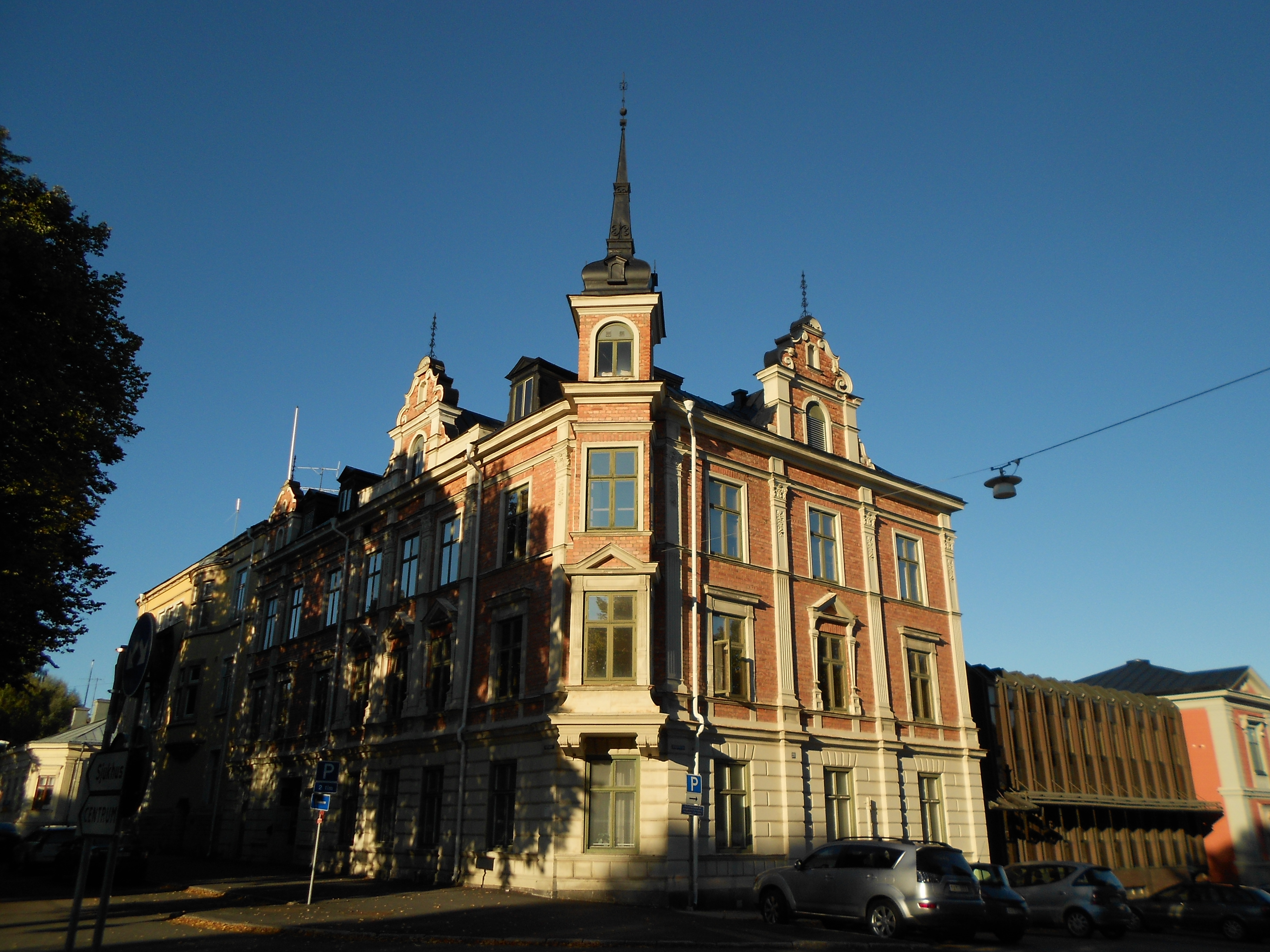
Björnen 1.

Björnen 1 är en byggnad i kvarteret Björnen i hörnet av Brädgårdsgatan och Kyrkogatan i Söderhamn.
Björnen 1 uppfördes 1896 och är troligen ritat av stadsingenjör Gustaf Hultquist och ett typiskt exempel på 1890-talets arkitektoniska stilblandningar. År 1899 flyttade Söderhamns telegrafstation in i bottenplanet och på övervåningen inreddes lokaler åt Odd Fellow. Efter en ombyggnad 1934 inrymdes även en telefonstation i byggnaden. Efter att Televerket sålt byggnaden 1968 har den varit ett renodlat kontorshus.